# Marcin Król z Żurawicy

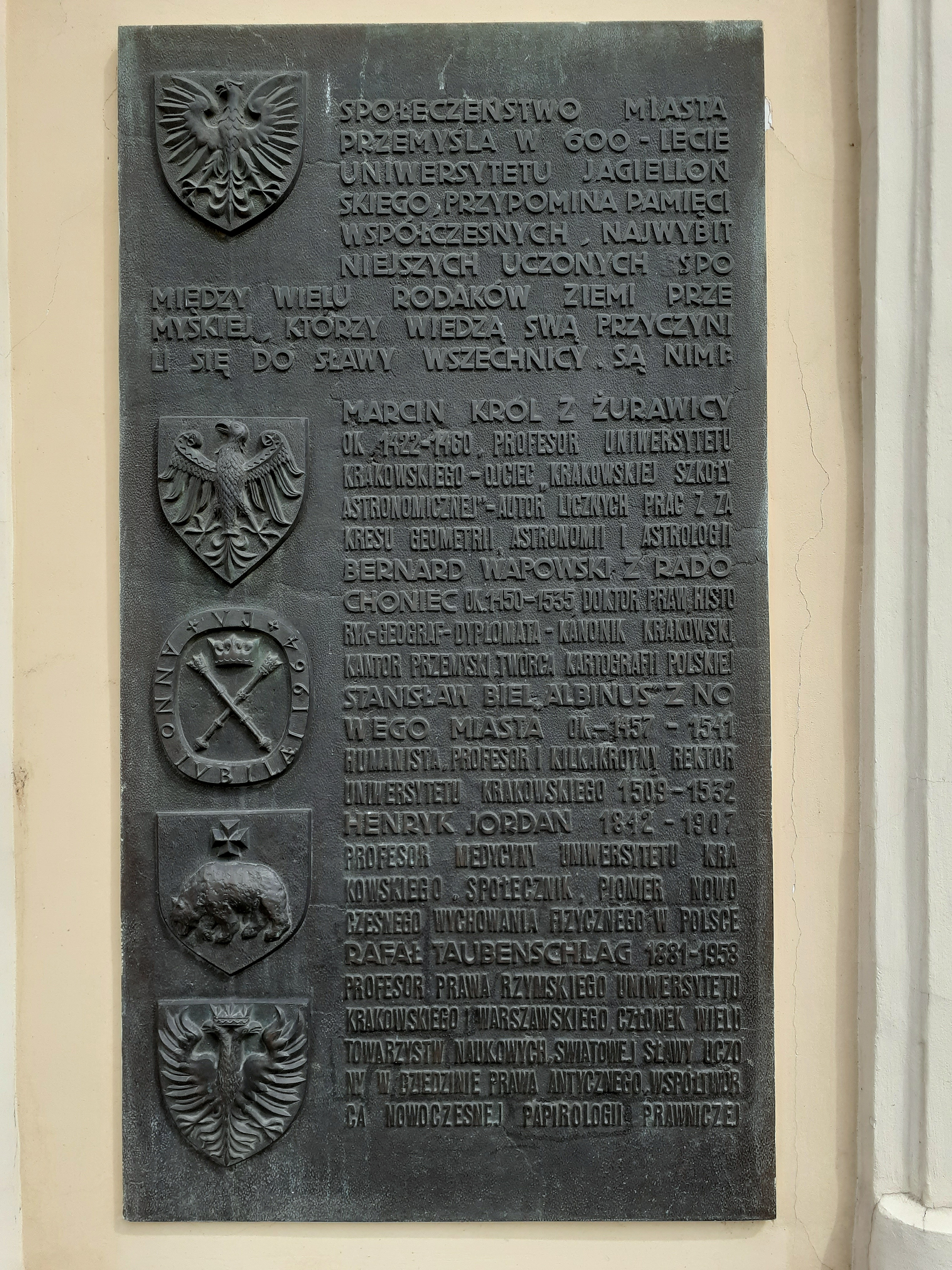
Wzmianka o Marcinie Królu z Żurawicy na tablicy w ratuszu w Przemyślu

Marcin Król, inne formy nazwiska: Marcin z Żurawicy, Marcin Król z Przemyśla, Martins ex Rutheniæ, Martinus Polonus, Martinus Rex de Premislia, (ur. około 1422, zm. 1460) – polski matematyk, astronom i lekarz. Jeden z prekursorów humanizmu w Polsce.

## Życiorys
Urodzony około roku 1422 w Żurawicy pod Przemyślem, jako syn Stanisława (według L. Birkenmajera, prawdopodobnie niewłościanina). Przyjmowane w literaturze nazwisko: Król jest tłumaczeniem łacińskiego przydomka «Rex», «dictus Rex», «Rex in medicinis»
Od roku 1438 studiował nauki wyzwolone w Akademii Krakowskiej. Sześć lat po podjęciu nauki w Krakowie został bakałarzem, a w roku 1445 uzyskał tytuł magistra i rozpoczął wykłady z matematyki i astronomii. W tym samym roku Kanclerz Akademii Krakowskiej Zbigniew Oleśnicki umożliwił mu wyjazd na studia zagraniczne. Studiował w Pradze (1445), Lipsku, Padwie i Bolonii (w 1448 wykładał astronomię) uzyskując, w grudniu 1449, tytuł doktora medycyny. Wkrótce potem udał się na Węgry, gdzie był nadwornym lekarzem Jana Hunyadyego. Prawdopodobnie przebywał też na dworze Jana Vitéza w Waradynie.
Dzięki staraniom Zbigniewa Oleśnickiego i Jana Długosza powrócił do Krakowa prawdopodobnie zimą roku 1450. Jako profesor Akademii Krakowskiej zajmował się astronomią, dla której ufundował katedrę, i matematyką (geometrią). Był także fundatorem (po roku 1450) katedry astrologii, która zdobyła wkrótce europejski rozgłos. Podtrzymywał bliskie naukowe kontakty z astronomami: austriackim Peurbachem i niemieckim Regiomontanusem. W tym okresie był także lekarzem biskupa krakowskiego.
Po śmierci (1460) pokaźny majątek zgromadzony przez Marcina w większości przypadł, zgodnie z jego wolą, Uniwersytetowi Krakowskiemu. Niemałą kwotę otrzymał też jego rodzony brat – Florian, chłop osiadły w rodzinnej Żurawicy.

## Twórczość
W roku 1445 opracował traktat o arytmetyce ułamków i wprowadził wykłady w tym zakresie na Akademii Krakowskiej na Wydziale Sztuk Wyzwolonych. Autor m.in. dzieł: Opus de geometria, Algorismus minuciarum i Nova compilatio algorismi minutiarum.

### Ważniejsze dzieła
- Algorismus minuciarum, wykładane w roku 1445, zachowane w 3 odpisach, (arytmetyka liczb ułamkowych)
- Summa super Tabulas Alphonsi vel Correctiones Tabularum Alphonsi, powstało w latach 1450-1451(?); rękopis (według L. Birkenmajera autograf): Biblioteka Jagiellońska nr 1927, (traktat korygujący tablice astronomiczne w 1251)
- Iudicia, rękopis: Biblioteka Jagiellońska nr 1918, 764 (autograf); almanachy astrologiczne na rok 1451 i 1452
- Opus de geometria, powst.: zdaniem T. Żebrawskiego około 1450, L. Birkenmajer uważa, że najwcześniej w 1450; wyd. krytyczne L. Birkenmajer pt. Geometriae practicae seu artis mensurationum tractatus; z przekł. polskiego pt. Geometria praktyczna, czyli traktat sztuki mierniczej, według rękopisów Bibl. Jagiel. w Krakowie, Warszawa 1895[2]; rękopisy (kopie): Biblioteka Jagiellońska nr 1865, 1968
- Canones super calendarium, powst. w roku 1456; rękopis: Biblioteka Jagiellońska nr 1838, (pismo o reformie kalendarza).

### Listy
- Od Jana Długosza, dat. z Krakowa w październiku 1449; od Zbigniewa Oleśnickiego, dat. w grudniu(?) 1449; wyd. J. Szujski Codex Epistolaris Saeculi Decimi Quinti, t. 1 (1876); Monumenta Medii Aevi Historica, t. 2; List Z. Oleśnickiego przedr. I. Chrzanowski, S. Kot Humanizm i reformacja w Polsce, Lwów 1927.